# Grafos de Chang
No campo da matemática da teoria dos grafos, os Grafos de Chang são um conjunto de grafos de árvore, que são um grafo 18-regular não-orientados com 28 vértices e 168 arestas.